# Ferulago kurdica
Ferulago kurdica är en flockblommig växtart som beskrevs av George Edward Post. Ferulago kurdica ingår i släktet Ferulago och familjen flockblommiga växter. Inga underarter finns listade i Catalogue of Life.